# Luigi Galvani
Luigi Galvani (9. září 1737 Bologna – 4. prosince 1798 Bologna) byl italský lékař (anatom, fyziolog) a fyzik. Narodil se a celý svůj život prožil v Boloni, kde také zemřel. Proslavil se hlavně svými pokusy s živočišnou elektřinou.
Jsou po něm pojmenovány měsíční kráter Galvani a galvanický článek.

## Život
Studoval teologii na boloňské univerzitě, poté přešel na medicínu. Byl úspěšným lékařem a od roku 1762 působil na této univerzitě jako profesor lékařství. Galvani byl průkopníkem moderního porodnictví. Byl prvním fyziologem, který zkoumal elektrické jevy při pohybech svalů. V roce 1771 (podle jiných zdrojů r. 1780) objevil, že svaly mrtvých žab se po zásahu jiskry statické elektřiny stahují. Později zjistil, že svaly se stahují i tehdy, když se jich dotýká bimetalickým obloukem. Tento fyziologický jev dostal název „galvanismus“. Galvani se domníval, že objevil zvláštní druh elektřiny – „živočišnou elektřinu”, elektrické fluidum, které nervy roznášejí do svalů, přičemž svaly samotné tuto elektřinu i generují. Pro Galvaniho byla elektřina neoddělitelná od života, od živých tvorů. Alessandro Volta, Galvaniho současník a oponent, považoval takový vitalistický výklad za nesprávný. Vyslovil domněnku, že živočišná elektřina má fyzikální základ, že jejím zdrojem a příčinou je chemická reakce dvou kovů. Úsilí dokázat tuto svou koncepci přivedlo Voltu později k sestrojení prvního elektrického článku – Voltova sloupu, který generoval elektřinu prostřednictvím chemické reakce.
Když v roce 1795 obsadila Napoleonova vojska Itálii, byl pro svůj nesouhlas s francouzskou okupací a odmítnutí přísahat na novou ústavu zbaven profesury a vyhnán z univerzity. Později mu bylo s přihlédnutím k jeho vědeckým zásluhám dovoleno opět působit na univerzitě. Velice krátce poté ale Galvani umírá v úplné bídě ve věku 61 let. Jeho manželka se jmenovala Lucia Galeazzi Galvani.